# La Gorce Mountains
Le La Gorce Mountains sono un gruppo di montagne che fanno parte dei Monti della Regina Maud, in Antartide.  Si estendono per circa 37 km tra il Ghiacciaio Robison e il Ghiacciaio Klein a oriente delle più estreme propaggini del Ghiacciaio Scott.
Furono scoperte  nel dicembre 1934 dal gruppo della spedizione antartica di Richard Evelyn Byrd comandato da Quin Blackburn.
La denominazione fu assegnata da Byrd in onore di John Oliver La Gorce, Vice Presidente della National Geographic Society.

## Elementi geografici importanti
Tra gli elementi geografici importanti sono da segnalare:
- Ackerman Ridge
- Beard Peak
- Delta Peak
- Gjertsen Promontory
- Goldstream Peak
- Graves Nunataks
- Hourglass Buttress
- Johansen Peak
- Kessens Peak
- Ghiacciaio Klein
- Monte Gjertsen
- Monte Grier
- Monte Mooney
- Monte Paine
- Ghiacciaio Robison
- Ghiacciaio Scott
- Surprise Spur
- Waterhouse Spur